# 木村宣彰
木村 宣彰（きむら せんしょう、1943年 - ）は日本の仏教学者。専門は、仏教学、中国仏教思想史。富山県城端町（現南砺市）出身。

## 来歴・人物
1966年大谷大学文学部仏教学科卒業。同大学助手、短期大学部教授、文学部教授、文学部長などを経て、2004年4月から同大学学長。2010年3月をもって、退職。名誉教授となる。鈴木大拙館館長。
実家は富山県南砺市城端の報土寺。同寺の住職でもある。

## 著作リスト
- 『注維摩経序説』（真宗大谷派宗務所出版部、1995年）
- 『中国仏教思想研究』（法蔵館、2009年）

### 論文
- CiNii>木村宣彰
- INBUDS>木村宣彰